# Simone Assemani
Simone Assemani (Roma, 19 de fevereiro de 1752 – Pádua, 7 de abril de 1821) bisneto de Giuseppe Simone Assemani foi um numismata e orientalista italiano de origem libanesa.

## Biografia
Foi um membro dos Assemani, uma família bem conhecida de libaneses cristãos maronitas de Monte Líbano, que gerou vários eminentes orientalistas e eclesiásticos. Estudou Teologia na Universidade de Roma "La Sapienza" e foi ordenado sacerdote de rito latino em vez de maronita. Aos vinte e seis anos foi enviado para a Síria e Egito como missionário. Em 1778 retornou a Roma para se dedicar à pesquisa acadêmica e ao ensino de línguas. Esteve na Alemanha e Áustria e trabalhou durante algum tempo na Biblioteca Imperial de Viena. Em 1785 se tornou professor de Línguas orientais no seminário de Pádua; em 1807 ministrou o mesmo ensinamento na Universidade de Pádua, a cidade onde morreu.
É conhecido entre outras coisas por ter revelado a impostura literária do abade Giuseppe Vella, que afirmou ter traduzido do árabe uma história de sarracenos na Sicília, evento recontado por Leonardo Sciascia no seu romance publicado em 1963, Il consiglio d'Egitto.

## Obras selecionadas

### Numismática
- Museo Cufico Naniano / illustrato dall'Abate Simone Assemani. Pádua 1787-1788. Microfilme-Edition Urbana, Ill.: Universidade de Illinois 1998.
- Sopra le Monete Arabe effigiate. Pádua 1809.
- Spiegazione di due rarissime medaglie cufiche della famiglia degli Ommiadi appartenenti al Museo Majnoni in Milano. Milão, 1818.

### Orientalismo
- Saggio sull'origine culto letteratura e costumi degli Arabi avanti Maometto. Pádua 1787.
- Globus caelestis Cufico-Arabicus Veliterni Musei Borgiani a Simone Assemano illustratus, praemissa eiusdem De Arabum astronomia dissertatione et adiectis Duabus epistolis Josephi Toaldi. Pádua 1790.
- Catalogo de' Codici Manoscritti Orientali della Bibliotheca Naniana / Compilato dall'Abate Simone Assemani Professore di Lingue Orientali. Pádua 1792.